# Joel Fernández
Joel David Ezequiel Fernández (Buenos Aires, 13 de enero de 1999) es un futbolista argentino-boliviano. Juega como defensa y su equipo actual es Vaca Díez de la Primera División de Bolivia.
Fue internacional con la Selección boliviana Sub-20 participó en el Sudamericano Sub-20 de 2019.
Fernández se formó como jugador en el Club Atlético Boca Juniors.

## Clubes
| Club                   | País      | Año               |
| ---------------------- | --------- | ----------------- |
| Bolívar                | Bolivia   | 2019              |
| Always Ready           | Bolivia   | 2019 - 2020       |
| Bolívar                | Bolivia   | 2020              |
| Real Potosí            | Bolivia   | 2021              |
| San Telmo              | Argentina | 2022              |
| Universitario de Sucre | Bolivia   | 2022              |
| Vaca Díez              | Bolivia   | 2023 - Actualidad |